# 딕 안소니 윌리엄스
딕 앤서니 윌리엄스(Dick Anthony Williams, 1934년 8월 9일 ~ 2012년 2월 16일)는 미국의 배우이다.
시카고에서 태어났으며 밴나이즈에서 사망하였다.

## 출연 작품
- 블러드 앤 본 (2009년)
- 스팀 (2007년)
- 핫 보이즈 (1999년)
- 플레이 클럽 (1998년)
- 지옥의 링 (1993년)
- 이브의 선택 (1991년)
- 모베터 블루스 (1990년)
- 가위손 (1990년) - 엘렌 역
- 승리의 탭 댄스 (1989년)
- 병사의 낙원 (1987년)
- 환상의 휴가 (1985년)
- 아들과 애인 (1985, Challenge of a Lifetime)
- 이중 함정 (1983년)
- 오멘 3 - 심판의 날 (1981년)
- 못다한 사랑 (1979년)
- 바보 네이빈 (1979년)
- 마틴 루터 킹 (1978년)
- 디프 (1977년) - 슬레이크 역
- 뜨거운 오후 (1975년)
- 맥 (1973년)
- 지옥의 신디 케이트 (1973년)
- 도청 작전 (1971년) - 스펜서 역

### 텔레비전
- LA 로 (1986년)
- 아이언 사이드 (1967년)